# Meridiana Kamen Team/Saison 2014
Dieser Artikel listet Erfolge und Fahrer des Radsportteams Meridiana Kamen in der Saison 2014 auf.

## Zugänge – Abgänge
| Zugänge                        | Team 2013                   | Abgänge                            | Team 2014              |
| ------------------------------ | --------------------------- | ---------------------------------- | ---------------------- |
| Davide Mucelli                 | Ceramica Flaminia-Fondriest | Enrico Rossi                       | Christina Watches-Kuma |
| Antonio Santoro                | Ceramica Flaminia-Fondriest | Antonio Testa                      | Radenska               |
| Mariano Giallorenzo            | Meridiana Kamen Team (2012) | Pavel Potočki                      | BK Perfa               |
| Peter Kozlović                 | Neoprofi                    | Alberto Di Lorenzo                 | Karriereende           |
| Igor Rudan                     | Neoprofi                    | Marko Herceg                       | Unbekannt              |
| Robert Jenko (ab 25. März)     | Amplatz-BMC                 | Alen Ivancec                       | Unbekannt              |
| Giuseppe Famoso (ab 15. April) | Neoprofi                    | Luka Sprajc                        | Unbekannt              |
| Mateo Franković (ab 15. April) | Neoprofi                    | Massimo Demarin (bis 25. März)     | Unbekannt              |
| Blaž Furdi (ab 1. Mai)         | Tirol Cycling Team (2012)   | Igor Rudan (bis 15. April)         | Unbekannt              |
|                                |                             | Patrik Sinkewitz (bis 24. Februar) | Dopingsperre           |

## Mannschaft
| Name                | Geburtstag         | Nationalität |
| ------------------- | ------------------ | ------------ |
| Giuseppe Famoso     | 29. Februar 1988   | Italien      |
| Mateo Franković     | 5. August 1994     | Kroatien     |
| Blaž Furdi          | 27. Mai 1988       | Slowenien    |
| Mariano Giallorenzo | 7. August 1982     | Italien      |
| Luka Grubić         | 9. August 1989     | Kroatien     |
| Marko Ivančić       | 24. Dezember 1989  | Kroatien     |
| Robert Jenko        | 15. April 1990     | Slowenien    |
| Emanuel Kišerlovski | 3. August 1984     | Kroatien     |
| Peter Kozlović      | 27. April 1995     | Kroatien     |
| Davide Mucelli      | 19. November 1986  | Italien      |
| Antonio Santoro     | 13. September 1989 | Italien      |
| Patrik Sinkewitz 1  | 20. Oktober 1980   | Deutschland  |
| Endi Širol          | 20. Juni 1992      | Kroatien     |